# Cluster of differentiation
Der Begriff Cluster of Differentiation („Unterscheidungsgruppen“), abgekürzt CD, bezeichnet Gruppen immunphänotypischer Oberflächenmerkmale von Zellen, die sich nach biochemischen oder funktionellen Kriterien ordnen lassen. Bei den CD-Liganden handelt es sich meistens um membrangebundene Glykoproteine, die teilweise zellspezifisch exprimiert werden und verschiedenste Funktionen haben können: Einige CDs haben Rezeptor- oder Signalfunktion, während bei anderen enzymatische Aktivität nachgewiesen werden konnte; darüber hinaus wird einigen Clustermolekülen eine zentrale Rolle bei der interzellulären Kommunikation (siehe auch Zellkontakt) zugeschrieben.

## Geschichte
Nachdem es Georges Köhler und César Milstein Ende der 1970er Jahre gelungen war, monoklonale Antikörper herzustellen, wurden innerhalb weniger Jahre hunderte verschiedene Klone mit meist unterschiedlichen, teils aber auch überlappenden Spezifitäten generiert. Hierbei war die molekulare und genetische Identität des erkannten Merkmals jedoch meist unbekannt. Um eine Ordnung in das Chaos zu bringen, wurden 1981 zum ersten Mal Antikörper, die das gleiche Merkmal erkannten, in Gruppen zusammengefasst.
Nach der letzten Human Leukocyte Differentiation Antigens (HLDA) Konferenz im Jahr 2004 umfasste die CD-Nomenklatur über 300 Cluster (CD1 – CD339, mit einigen Lücken), die teilweise noch weiter unterteilt werden (etwa CD3γ, CD3δ, CD3ε oder CD8a, CD8b). Das Zusammenfassen in ein Cluster heißt nicht, dass die Antikörper notwendigerweise das gleiche Epitop des Proteins erkennen müssen. Die letzte Aktualisierung fand auf dem Workshop Dezember 2014 in Australien statt. Mittlerweile gibt es 371 verschiedene Cluster.
Des Weiteren sind auch Überschneidungen im Erkennungsspektrum der Antikörper möglich. Dies zeigt sich gut am Beispiel der Tyrosinphosphatase CD45. Diese wird – mit Ausnahme von Erythrozyten – von nahezu allen Zellen des hämatopoetischen Systems exprimiert. Es werden hierbei jedoch zelltypabhängig unterschiedliche Splice- und Glykosylierungsvarienten gebildet. Antikörper, die alle diese Varianten erkennen, werden als CD45 geclustert, wohingegen Antikörper,
welche nur ein eingeschränktes (engl. restricted) Spektrum erkennen, als CD45R, CD45RO, CD45RA, CD45RB oder CD45RC geclustert werden. In der Maus wird CD45R häufig als B-Zell-Marker verwendet und wird dort auch als „B220“ bezeichnet (dieser Name leitet sich von der Molaren Masse (220 kDa) der entsprechenden Tyrosinphosphatase-Variante her).
Die CD-Nomenklatur bezieht sich ursprünglich auf den Menschen, jedoch werden den orthologen Proteinen in anderen Spezies (vor allem Maus aber auch andere) die entsprechenden Cluster zugewiesen. Um Verwechslungen zu vermeiden, wird in unklaren Fällen dem CDxx ein Spezies-Kürzel vorangestellt (etwa hCD4: humanes CD4 oder mCD25: Maus CD25).
Zu beachten ist außerdem, dass der Protein- und Genname nicht identisch sein muss mit dem CD-Cluster: mCD161c (CD) – NKR-P1C (Protein) – Ly55c (Gen).

## Diagnostische Bedeutung

Veränderung der Muster der Differenzierungsantigene im Verlauf der Lymphozytenreifung von der Stammzelle bis zur aktivierten Immunzelle

Da verschiedene CD-Moleküle jeweils spezifisch für eine bestimmte Sorte oder Entwicklungsstufe von Zellen sind, können sie als Marker verwendet werden, die durch monoklonale Antikörper erkannt und auf diese Weise nachgewiesen werden können.
Die Analyse des Expressionsmusters von CD-Molekülen (Immunphänotypisierung) auf Leukämiezellen spielt eine Rolle bei der Diagnose und Klassifikation von Leukämien. Entscheidende Bedeutung hat sie insbesondere bei der Klassifikation und Therapieplanung bei der akuten lymphatischen Leukämie.

## Therapeutische Bedeutung
Aufgrund der Zellspezifität verschiedener CD-Moleküle wird versucht, diese als Zielstrukturen für eine pharmakologische Therapie verschiedener Erkrankungen zu nutzen.
Ein Beispiel für einen therapeutischen monoklonalen Antikörper gegen ein CD-Antigen ist Rituximab. Dieser Antikörper bindet spezifisch an CD20 und kann damit eine Immunantwort gegen CD20-positive Zellen, etwa bei Non-Hodgkin-Lymphomen, auslösen.